# GRU Speznas

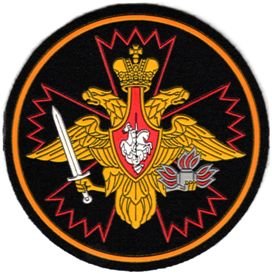
Verbandsabzeichen GRU SpezNas

Die GRU SpezNas (russisch СпН, Спецназ, воинские части специального назначения военной разведки Вооружённых Сил Российской Федерации; deutsche Transkription woinskije tschasti spezialnowo nasnatschenija woennoj raswedki wooruschjonnych sil rossijskoj federazii; deutsch „Truppenteile zur besonderen Verwendung der Militäraufklärung der Streitkräfte der Russischen Föderation“ oder auch „Spezialeinsatzkommando der Russischen Föderation“) ist eine Spezialeinheit des russischen militärischen Nachrichtendienstes GRU für Kommandooperationen wie Aufklärung, asymmetrische Kriegführung und Terrorismusbekämpfung.

## Auftrag
Die Speznas der Sowjetarmee wurden im November 1950 aufgestellt. Ihre Aufgabe war mobile Abschussrampen für taktische Nuklearwaffen aufzuklären und gegebenenfalls zu eliminieren oder andere wichtige Objekte zu finden und zu eliminieren.
Bei der Niederschlagung des Prager Frühlings sowie beim Einmarsch der Sowjetunion in Afghanistan sicherten Speznas vor allem Flughäfen, Rundfunkanstalten, Regierungsgebäude. Attentate und subversive Tätigkeiten sollen Teil der Ausbildung der Stabskompanien gewesen sein.

## Geschichte

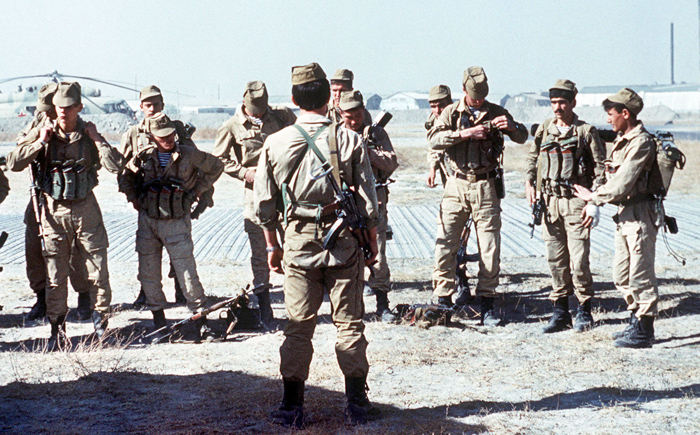
Ein Speznas-Trupp bei der Vorbereitung eines Einsatzes auf dem Flughafen Kabul 1988

### Russischer Bürgerkrieg
Historisch betrachtet können die Wurzeln der Speznas in den russischen Bürgerkrieg verfolgt werden. Zum Vorgehen gegen sowjetkritische Arbeiter und Bauern, stellte das Regime 1918 Tschasti Osobowo Nasnatschenija (Abteilungen zur besonderen Verwendung) auf. Ein Jahr darauf wurden diese zur Tscheka (Allrussischen außerordentlichen Kommission zur Bekämpfung von Konterrevolution und Sabotage) erweitert. Erstmals erlangten diese traurige Berühmtheit beim Matrosenaufstand in Kronstadt 1921, als sie sich hinter den Rotarmisten mit Maschinengewehren postierten um deren Motivation zu steigern. Ab 1927 leisteten die Russen auf dem Gebiet der Luftlandetruppen Pionierarbeit. Fallschirmjäger wurden gegen zentralasiatische und afghanische Aufständische eingesetzt. Bis Mitte der 1930er Jahre war Russland politisch bereinigt.

### Spanischer Bürger- und Zweiter Weltkrieg
GRU und NKWD gingen aus der Tscheka hervor und bekämpften im spanischen Bürgerkrieg die Faschisten hinter deren Linien mit Guerilla und Terroraktionen. Im „Großen Vaterländischen Krieg“ gegen das Dritte Reich, Finnland und Japan wurden diverse Einheiten aus Sturmpionieren, Fallschirmjägern, GRU und NKWD Kräften aufgestellt. Diese knüpften an die bisherigen Erfahrungen an und verbanden die Elemente der verschiedenen Truppen- und Waffengattungen.
Ende 1941 ging aus der 4. Freiwilligen Matrosen Abteilung die 181. Selbständige Aufklärungsabteilung (Ossoby Raswjedywatjelny Otrjad) hervor. Sie kann als direkter Vorfahr moderner Marine Speznas angesehen werden. Ihr Ziel war die Gewinnung von Informationen über die deutsche Flotte. Fremdsprachenausbildung war daher wichtig. Sie wurden als Kampfschwimmer ausgebildet.
Jede Front/Armee hatte bis 1942 ein selbständiges Garde-Bataillon (Otdelnly Gwardieskij Batalion Minerow), OGBM, oder auch Mineure genannt, für Fernspäh- und Kommandoaufgaben zur Verfügung. Die Soldaten durften nicht älter als 30 Jahre alt sein, waren meist Jäger und Sportler und nichts durfte sie von der Ausführung ihres Auftrages abhalten. Viele Erschöpfte und Verwundete wurden, auch während Übungen, sich selbst überlassen. Diese Selektion qualifizierte die Truppen als Elite, führte aber auch zu hohen Verlusten. Sie sickerten in feindlich kontrolliertes Gebiet ein oder sprangen mit dem Fallschirm ab. Sie kooperierten bedarfsweise mit Partisanen und schulten diese auch.
So wurden vor der Sowjetischen Großoffensive in Smolensk 1943 316 OGBM, in neun Gruppen, mit dem Fallschirm hinter den feindlichen Linien abgesetzt. Bis zu 300 km hinter den feindlichen Linien sprengten sie im Verbund mit Partisanen auf 700 km Bahngleise mit bis zu 3500 Sprengladungen.

### Kalter Krieg
Nach dem Zweiten Weltkrieg löste die Sowjetunion die meisten Sonderverbände auf. Ende der 50er Jahre stellten KGB und GRU erneut Sonderverbände auf. 1966 wurde die 3. Garde-Spezialaufklärungsbrigade aufgestellt, die bis 1991 ihren Standort in Fürstenberg/Havel bei den sowjetischen Truppen in Deutschland hatte. Bis zur Niederschlagung des Prager Frühlings 1968 sind keine Einsätze bekannt. Während der russischen Intervention sollen die Speznas in Prag Schlüsselpunkte wie den Flughafen, Präsidentenpalast und Radiosender gesichert haben.
1970 wurde eine Spezialschule für Speznasoffiziere eingerichtet. Zu dieser Zeit wurden verstärkt Soldaten aus den südlichen Sowjetrepubliken rekrutiert, da die Tadschiken und Aserbaidschaner auch die Sprache möglicher Feinde, wie Farsi und Türkisch, beherrschten. Am 2. Mai 1979 wurde eine Speznas-Einheit aufgestellt, die fast ausschließlich aus Usbeken, Turkmenen und Tadschiken bestand. Diese Truppe stürmte in der Operation Storm-333 zusammen mit Spezialeinheiten des KGB erfolgreich den Palast des afghanischen Präsidenten Hafizullah Amin in Kabul.
1984 beschloss das Oberkommando, die Operationen der Speznas in Afghanistan auszuweiten (siehe Sowjetische Intervention in Afghanistan). Sie waren die letzten, die sich aus Afghanistan zurückzogen, zuvor deckten sie den Rückzug der regulären sowjetischen Streitkräfte. Die kampfkräftigen Speznas-Soldaten waren auf Grund ihrer unkonventionellen Kampfweise bei den Rebellen sehr gefürchtet und brachten in erheblicher Anzahl „Zungen“ (aussagefähige Gefangene) ein und kämpften Nachschubkolonnen nieder bzw. verminten Wege und Pfade der Mudjaheddin. Durch Soldaten des 186. Speznas-Bataillons wurde am 5. Januar 1987 nahe dem Weiler Dschilawur die erste einsatzbereite amerikanische tragbare Fla-Rakete „Stinger“ mitsamt technischer Dokumentation erbeutet.
Bei westlichen Geheimdiensten war über die Speznas bis in die 1980er Jahre wenig bekannt. Erst die zahlreichen Informationen des übergelaufenen GRU-Offiziers Wladimir Resun (alias Viktor Suworow) verdeutlichten die Bedrohung, die diese Einheiten für die NATO darstellten. Westliche Geheimdienste reagierten auf diese Erkenntnisse alarmiert und mussten nun schnellstmöglich ihre Abwehrkonzepte weiterentwickeln. Nach dem Zerfall der Sowjetunion verbreiteten sich in Russland im Internet Auffassungen, Speznas-Soldaten hätten Mitte der 80er Jahre amerikanische Startstellungen für Interkontinentalraketen vom Typ „Minuteman“ mit Kernminen vermint, was der russische Historiker Schirokorad nach sorgfältiger Untersuchung als patriotische Legende abtat.

### Zerfall der Sowjetunion
Im und nach dem Zerfall der Sowjetunion mehrten sich bewaffnete Konflikte auf dem Gebiet der ehemaligen Sowjetrepubliken, daher waren Speznas in Baku (siehe Schwarzer Januar), Nordossetien, Bergkarabach (siehe Bergkarabachkonflikt), Inguschetien und nicht zuletzt in Tschetschenien im Einsatz (siehe Tschetschenienkriege). Da ab 1992 in Russland der Militäretat einbrach, mangelte es an Ausrüstung und Vorbereitung.
2014 behauptete der angebliche amerikanische Spion Igor Sutjagin gemäß Financial Times, unter den Einheiten auf der Krim wären eindeutig solche der Speznas.
Im August 2022 hatte die BBC unter den namentlich bekannten Toten des Russischen Überfalls auf die Ukraine mindestens 151 Angehörige der Speznas ausfindig gemacht.